# Pittore dei Niobidi

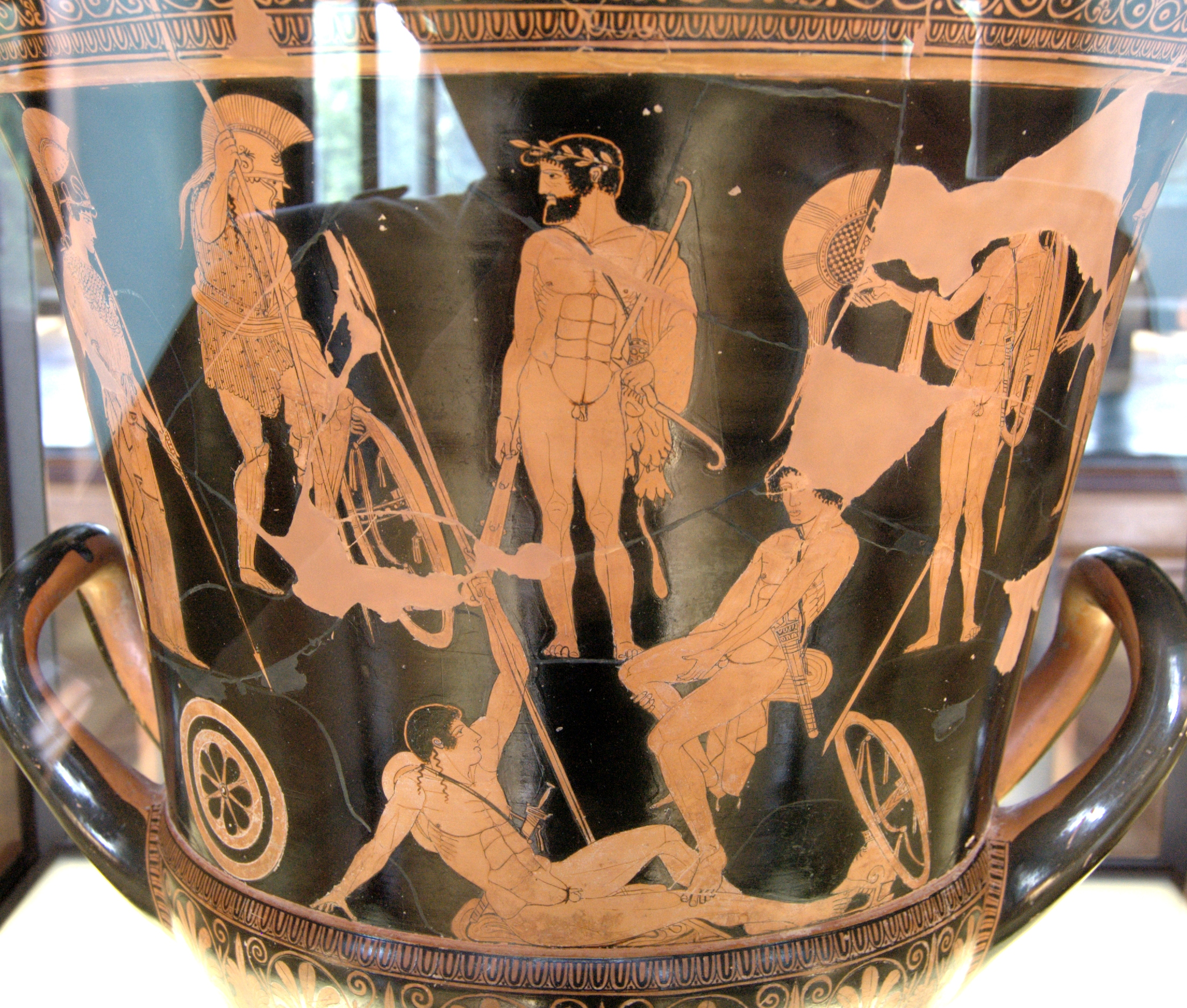
Pittore dei Niobidi, cratere a calice a figure rosse. Parigi, Museo del Louvre G341.

Pittore dei Niobidi (fl. 470 a.C. / 445 a.C.) è il nome convenzionale assegnato ad un ceramografo attico.

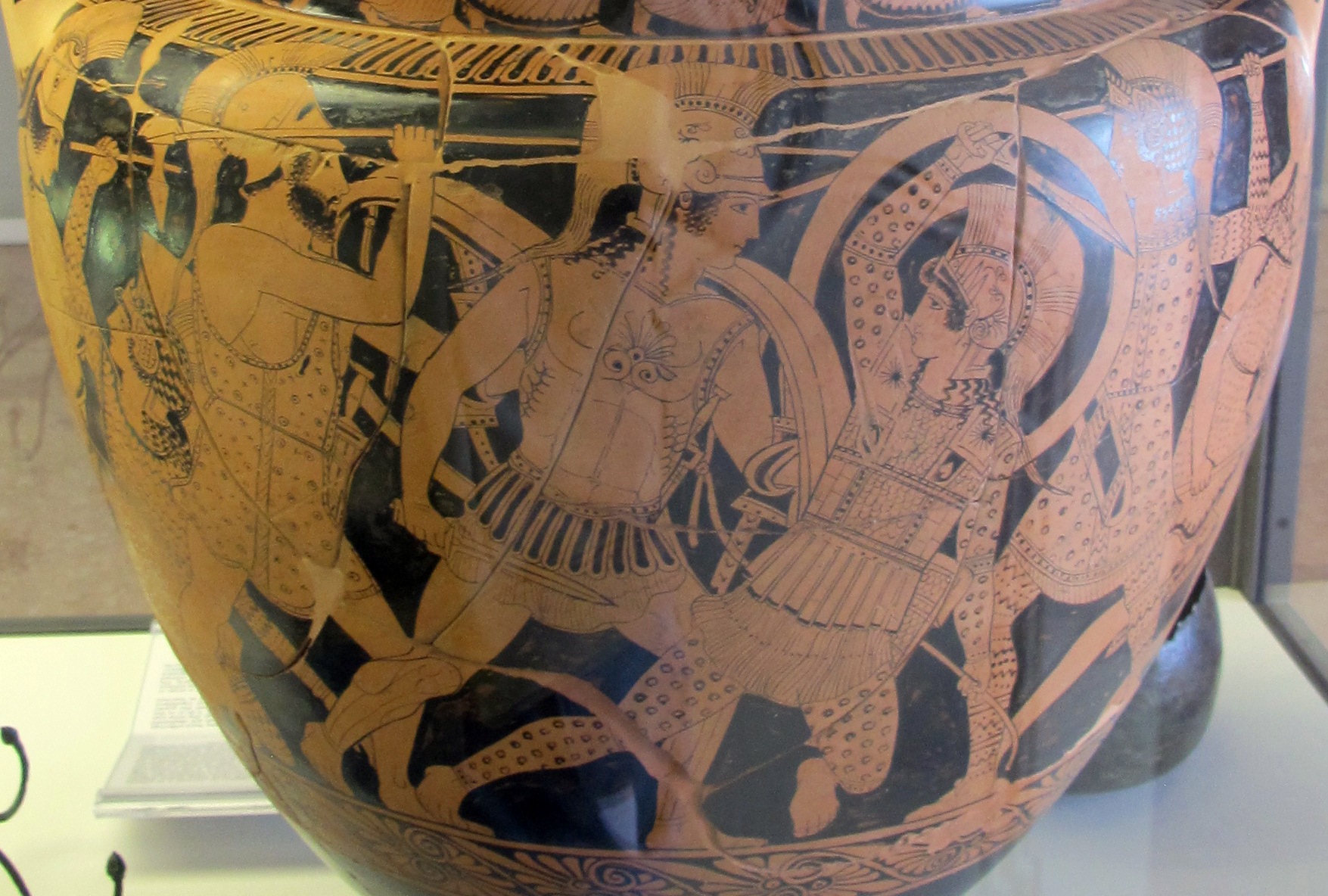
Pittore dei niobidi, cratere a volute, Museo archeologico nazionale (Ferrara)

Allievo del Pittore di Berlino e maestro di Polignoto, gli sono stati attribuiti circa 130 esemplari, prevalentemente di grandi dimensioni e soprattutto crateri a calice e a volute. Il vaso eponimo è un cratere a calice proveniente da Orvieto e conservato al Louvre, datato intorno al 455 a.C., recante, sul lato secondario, il mito della strage dei Niobidi e, sul lato principale, Eracle, Atena e gli Argonauti (secondo una delle prime e diverse esegesi relative a questa scena) disposti su quinte di terreno ad altezza diversa, dove ulteriore accenno alla profondità del campo è costituito dagli scudi posti in posizione scorciata, una composizione spaziale che la storiografia moderna ha posto all'origine della tradizione rappresentativa classica di derivazione polignotea.

## Attività
Ernst Buschor aveva unito la fase giovanile del Pittore dei Niobidi con l'opera del Pittore di Altamura essendo il linguaggio figurativo e decorativo dei due artisti molto simile e probabilmente sviluppatosi all'interno dello stesso contesto formativo. Il Pittore dei Niobidi si distanzia tuttavia dal più anziano collega per una già piena classicità che si esplica a partire dai temi, di preferenza epici e tragici, fino ad una maggiore tensione rappresentativa.
L'opera del Pittore dei Niobidi può essere divisa in due fasi corrispondenti ai periodi precedente e successivo al cratere dei Niobidi. Ad una fase giovanile appartengono due crateri a volute, conservati a Bologna, con Ilioupersis e il cratere da Ruvo conservato a Napoli. Posteriore al cratere di Orvieto è il cratere a calice di Ferrara, dove la rappresentazione è disposta su due fregi che si spartiscono ugualmente la parete del vaso.

## Il cratere dei Niobidi
Il cratere dei Niobidi è un cratere a calice proveniente da Orvieto e conservato a Parigi presso il museo del Louvre. Il vaso è eponimo dell'autore, ovvero il nome dell'artista è stato dato dagli studiosi in base alla raffigurazione presente su questo cratere. Su un lato sono rappresentati Artemide, Apollo e quattro Niobidi: tre maschi e una femmina. Artemide viene rappresentata con un arco e una freccia, Apollo, invece, ha un arco, una freccia, la lira e la corona d’alloro. La scena si svolge all’aperto e al centro campeggiano Artemide e Apollo. Secondo il mito Niobe si prese gioco di Latona, madre di Apollo e Artemide, che per vendicarsi manda i suoi figli a uccidere i figli di Niobe. Infatti sono raffigurati nell’atto di saettare i figli di Niobe con le loro frecce. Sull’altro lato sono rappresentati Eracle, Atena e gli Argonauti, disposti ad altezza diversa. Gli scudi, posti in posizione scorciata, evidenziano la profondità del campo. . La particolarità della scena è però la sua sintassi e composizione. Le figure sono isolate sul fondo nero ricordando così una tecnica ripresa dal pittore Oltos e molto usata dal Pittore di Berlino, suo maestro. Nel pittore delle Niobidi però le figure sono raccordate da una sapiente distribuzione delle varie parti nel campo figurato. Inoltre per la prima volta si assiste alla presenza di linee del terreno, rocce su cui i protagonisti si pongono ed accenni di profondità con lo scorcio di oggetti quali gli scudi. Si assiste a una spazialità finora non presente nella decorazione vascolare. Sul lato opposto viene rappresentato il mito dei Niobidi, i figli di Niobe, colpiti dalle frecce di Apollo e di Artemide; i giovani cadono morti come punizione per la hybris della madre. Anche qui le figure sono disposte su quinte del terreno.